# Friedrich Wilhelm av Hohenzollern-Sigmaringen
Fredrik Wilhelm av Hohenzollern-Sigmaringen född 3 februari 1924 i Umkirch, död 16 september 2010 i Sigmaringen var en tysk aristokrat och godsägare som var huvudman för den detroniserade fursteätten Hohenzollern-Sigmaringen från 1965 till 2010. 

## Biografi
Son till furst Fredrik av Hohenzollern-Sigmaringen och Margarethe av Sachsen. Äldste bror till prins Johann Georg av Hohenzollern-Sigmaringen.
Gift 1951 med Margarita av Leiningen (1932–1996), dotter till furst Karl av Leiningen och Marie Kirillovna av Ryssland. 
Barn:
- Karl Friedrich av Hohenzollern-Sigmaringen (född 1952)
- Albrecht Johannes Herrman (född 1954)
- Ferdinand Maria Fidelis Leopold (född 1960)